# Rhadinosteus parvus
Rhadinosteus parvus é uma espécie fóssil de anfíbios que viveu durante o período Jurássico. Os fósseis da espécie foram encontrados no Rainbow Park em Utah. O R. parvus foi descrito como um sapo de tamanho moderado, com 42 milímetros de comprimento. 